# Ignazio Hugford

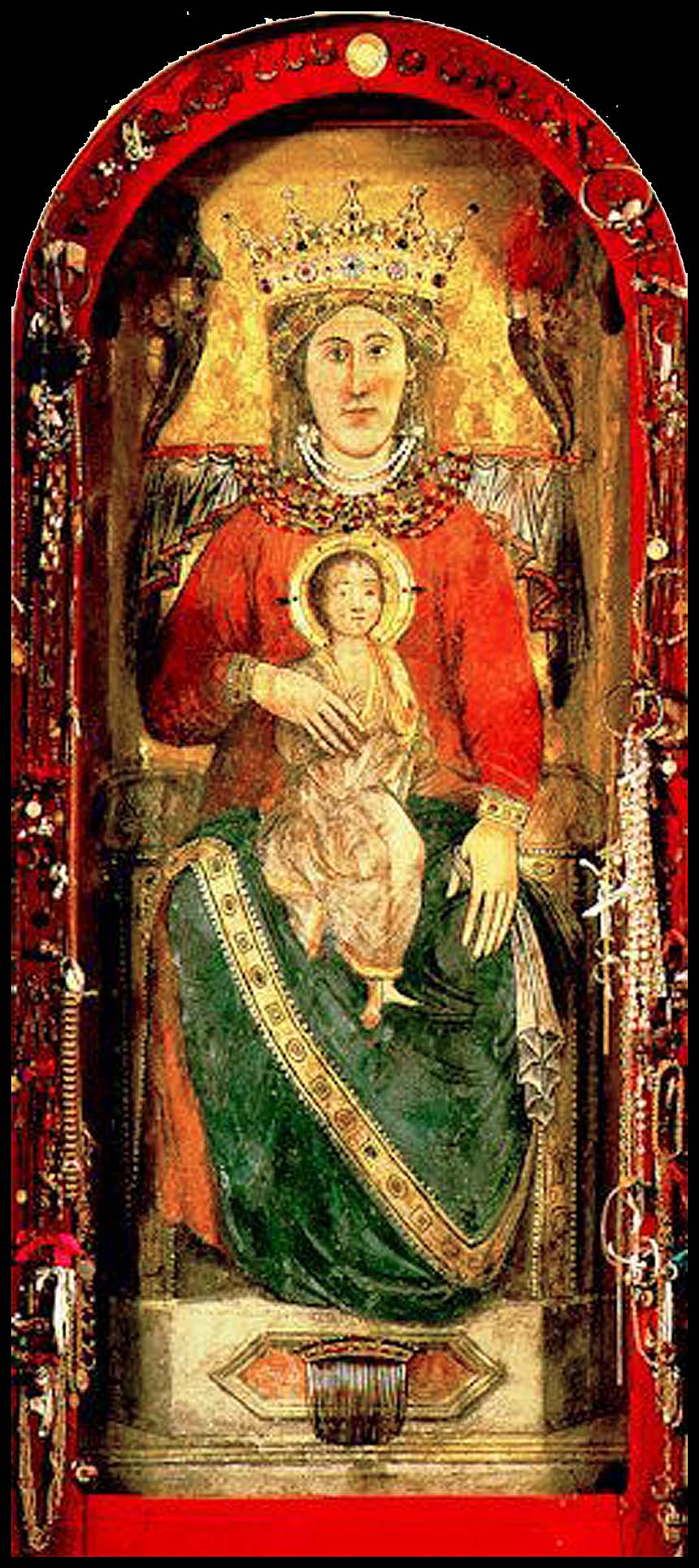
Madonna miracolosa dell'Impruneta, restaurée par de grands repeints d'Ignazio Hugford

Ignazio Hugford ou Ignatius Heckford (Pise, 1703 - Florence, 1778), est un peintre italien néoclassique qui fut actif en Toscane, principalement à Florence.

## Biographie
Fils d'un horloger anglais introduit à la cour des Médicis, Ignazio Hugford fut l'élève dès ses 8 ans d'Anton Domenico Gabbiani auprès duquel il s'imprégna des styles de l'école de Cortone et du baroque.
Hugford rejoignit l'Académie du dessin de Florence et publia une biographie de son maître (la Vita di Anton Domenico Gabbiani, édité également sous le titre I Cento Pensieri di Anton Domenico Gabbiani pittore fiorentino, Moückiana, Firenze, 1762).
Également restaurateur d'art (repeints de  la « Vierge miraculeuse d'Impruneta », la Signora delle acque, 1758), il fut aussi collectionneur et marchand d'art.
Francesco Bartolozzi, Giuseppe Maria Terreni, Lamberto Gori, Giovanni Battista Cipriani et Santi Pacini furent ses élèves.

## Œuvres
- 12 toiles du réfectoire de l'abbaye de Vallombreuse (où son frère Enrico était moine).
- Contessa Matilde che dona i suoi beni alla Chiesa, 260 cm × 247 cm, église San Bartolomeo in  Pantano, Pistoia.
- San Pietro Igneo attraversa il fuoco et  Sant'Atto riceve le reliquie di Sant'Jacopo,  église San Bartolomeo in  Pantano, Pistoia.
- Les Saints Charles Borromée, Philippe Neri et Antoine Abate devant un crucifix (1776). Pieve di S. Andrea a Doccia.
- Tobie visitant son père, église Santa Felicita, Florence
- Il Transito di San Giuseppe avec Francesco Conti.
- Ciclo di San Francesco di Paola, six tableaux, Chiesa di San Francesco di Paola (Florence) avec Antonio Pillori et Dionisio Predellini.
- Il Miracolo della trota rediviva,